# Леннусадам

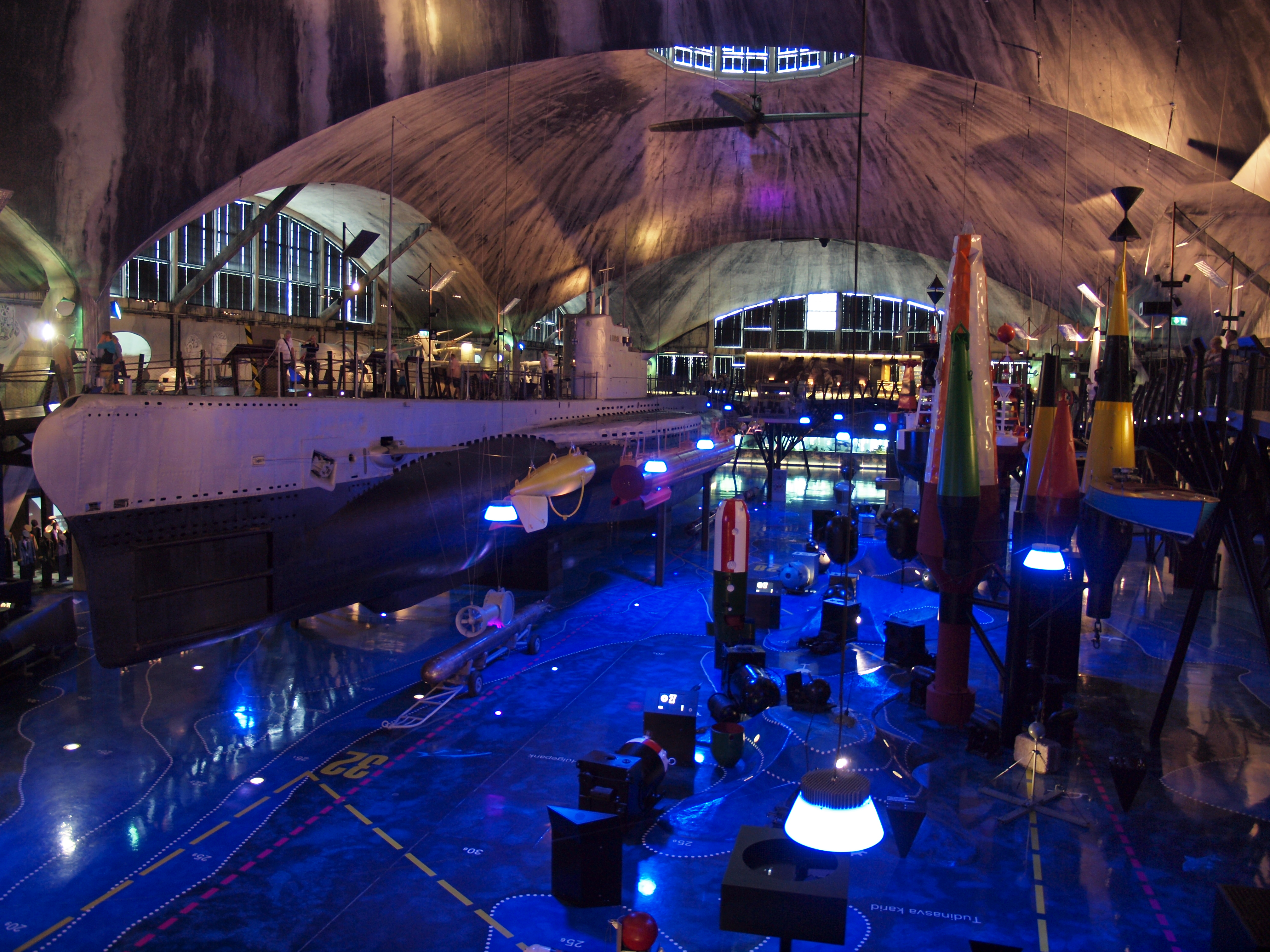
В ангарі Леннусадама

Леннусадам (ест. Lennusadam) — порт та музей у Талліннській затоці. Тут збережені цінні історичні та архітектурні пам'ятки. Комплекс та ангари є філією Естонського морського музею.

## Історія
Унікальні ангари для гідроаеропланів спочатку були побудовані як оборонні споруди в 1916-1917 роках.

## Експонати музею
Головними експонатами музею є:
- Ангари Леннусадама
- Підводний човен «Лембіт»
- Копія британського поплавкового літака «Шорт-184»
- Паровий криголам «Суур-Тилль»
- Рештки судна із села Маазі

## Режим роботи
Музей відкритий для відвідувачів з вівторка по неділю 3 11:00 до 19:00.